# Valuare discretă
În matematică, o valuare discretă este o valuare întreagă pe un corp {\displaystyle K}; adică o funcție:
{\displaystyle \nu :K\to \mathbb {Z} \cup \{\infty \}}
satisfăcând condițiile:
{\displaystyle \nu (x\cdot y)=\nu (x)+\nu (y)}
{\displaystyle \nu (x+y)\geq \min {\big \{}\nu (x),\nu (y){\big \}}}
{\displaystyle \nu (x)=\infty \iff x=0}
pentru orice {\displaystyle x,y\in K}.
De multe ori valuarea trivială (care ia doar valorile {\displaystyle 0,\infty }) este exclusă în mod explicit.
Un corp cu o valuare discretă netrivială se numește corp de valuare discretă.

## Inele de valuare discretă și valuări pe corpuri
Oricărui corp comutativ {\displaystyle K} cu valuarea discretă Nu s-a putut interpreta (MathML cu fallback pe SVG sau PNG (recomandat pentru browserele moderne și uneltele de accesibilitate): Răspuns incorect („Math extension cannot connect to Restbase.”) de la serverul „http://localhost:6011/ro.wikipedia.org/v1/”:): {\displaystyle \nu}
 îi putem asocia subinelul
{\displaystyle {\mathcal {O}}_{K}:=\left\{x\in K\mid \nu (x)\geq 0\right\}}
al lui {\displaystyle K}, care este un inel de valuare discretă. Reciproc, valuarea Nu s-a putut interpreta (MathML cu fallback pe SVG sau PNG (recomandat pentru browserele moderne și uneltele de accesibilitate): Răspuns incorect („Math extension cannot connect to Restbase.”) de la serverul „http://localhost:6011/ro.wikipedia.org/v1/”:): {\displaystyle \nu: A \rightarrow \Z\cup\{\infty\}}
 pe un inel de valuare discretă {\displaystyle A} poate fi extinsă în mod unic la o valuare discretă pe corpul fracțiilor {\displaystyle K={\text{Frac}}(A)}; inelul de valuare discretă asociat {\displaystyle {\mathcal {O}}_{K}} e doar {\displaystyle A}.

## Exemple
- Pentru orice număr prim fixat {\displaystyle p} și pentru orice număr {\displaystyle x\in \mathbb {Q} } diferit de zero scriem {\displaystyle x=p^{j}{\frac {a}{b}}} cu {\displaystyle j,a,b\in \mathbb {Z} } astfel încât {\displaystyle p} să nu dividă {\displaystyle a,b}. Atunci {\displaystyle \nu (x)=j} este o valuare discretă pe {\displaystyle \mathbb {Q} }, numită valuarea p-adică.
- Fiind dată o suprafață Riemanniană {\displaystyle X}, putem considera corpul {\displaystyle K=M(X)} al funcțiilor meromorfe {\displaystyle X\to \mathbb {C} \cup \{\infty \}}. Pentru un punct fixat {\displaystyle p\in X}, definim o valuare discretă pe {\displaystyle K} după cum urmează: {\displaystyle \nu (f)=j} dacă și numai dacă {\displaystyle j} este cel mai mare număr întreg cu proprietatea că funcția {\displaystyle f(z)/(z-p)^{j}} poate fi extinsă la o funcție olomorfă în {\displaystyle p}. Aceasta înseamnă: dacă {\displaystyle \nu (f)=j>0} atunci {\displaystyle f} are un zero de ordin {\displaystyle j} în punctul {\displaystyle p}; dacă {\displaystyle \nu (f)=j<0} atunci {\displaystyle f} are un pol de ordin Nu s-a putut interpreta (MathML cu fallback pe SVG sau PNG (recomandat pentru browserele moderne și uneltele de accesibilitate): Răspuns incorect („Math extension cannot connect to Restbase.”) de la serverul „http://localhost:6011/ro.wikipedia.org/v1/”:): {\displaystyle -j}
 în {\displaystyle p}. În mod similar se definește o valuare discretă pe corpul funcțiilor unei curbe algebrice pentru orice punct regular Nu s-a putut interpreta (MathML cu fallback pe SVG sau PNG (recomandat pentru browserele moderne și uneltele de accesibilitate): Răspuns incorect („Math extension cannot connect to Restbase.”) de la serverul „http://localhost:6011/ro.wikipedia.org/v1/”:): {\displaystyle p}
 de pe curbă.

Mai multe exemple pot fi găsite în articolul despre inelele de valuare discretă.